# 脳力トレーナー
脳力トレーナー（のうりょくトレーナー、Brain Trainer）は、セガトイズが2004年10月8日より発売している知育玩具のシリーズ商品。
副題に「東北大学未来科学技術共同研究センター川島隆太教授監修」（とうほくだいがくみらいかがくぎじゅつきょうどうけんきゅうセンターかわしまりゅうたきょうじゅかんしゅう）とある通り、東北大学未来科学技術共同研究センター（発売当時。現在は同大学加齢医学研究所へ異動）教授・医学博士の川島隆太が監修している。
発売後、シリーズ累計で20万セット以上が売れており知育玩具としては異例のヒット商品となっている。
関連商品として任天堂が2005年5月19日に発売し、大ヒット商品となっているニンテンドーDS用ソフト「東北大学未来科学技術共同研究センター川島隆太教授監修 脳を鍛える大人のDSトレーニング」が発売されているが、セガトイズ及びセガではこれと区別する為に本機を「元祖」脳力トレーナーと呼ぶことがある。

## シリーズ商品
現在、以下の商品が発売されている。

### 脳力トレーナー
トレーニングモード
100問の計算を出来るだけ早く解き、スピードを競う。
チェックモード
- カウンティングテスト：1から120までを声に出して数えるスピードを計測する。
- チャレンジテスト：順番に表示される数字を記憶しながら、足し算の連続正解数を競う。
- メモリーテスト：2分間で30個の数字を出来るだけ多く記憶する。

#### 携帯脳力トレーナー
脳力トレーナーの簡易版。トレーニングモード・チャレンジテスト・メモリーテスト（記憶する数字は10個）の3種類。

### 脳力トレーナー 音読編
トレーニングモード
慣用句や百人一首の音読をすることで、前頭葉の活性化を図る。
チェックモード
- 判断1：表示されている文章がひらがな・カタカナ・漢字・アルファベットのどれかを認識し、回答する。

（例）画面表示「片仮名」→「カンジ」キーを押すのが正解。
- 判断2：画面上の表示の大きさに釣られないよう注意しながら、最も大きな数を答える。
- 記憶：「あっち向いてホイ」の要領で矢印が示す方向を記憶する。

### 脳力トレーナー トランプカード
カードの枚数や組み合わせは普通のトランプと同じだが、カードに書かれている数値が「1×5＝」「18－13＝」（いずれも5）のようになっており、普通のトランプをしながら計算をすることで脳の活性化を図る。

## PlayStation Portable版
『脳力トレーナー ポータブル』は、セガのPSP用ソフト。脳トレPとも略される。

### 脳力トレーナー ポータブル
2005年10月20日発売。「計算系」「反射系」「記憶系」「判断系」の4系統のトレーニングが用意されている。プレイヤーの担任教師であるオリジナルキャラクター・日野いづみがゲーム全般のナビゲーションを担当する。
トレーニングモード
「計算系」「反射系」「記憶系」「判断系」の4系統から好きなトレーニングを選んで正答率の高さを競うモード。成績により「食材」が手に入ることがある。
チャレンジモード
全国47都道府県ごとに用意されている問題を解くモード。クリアした都道府県ごとに「癒しの風景写真」が手に入る。
実力テストモード
ランダムに出題される32問を解き、スピードと正答率を競う。
食材ギャラリー・風景写真ギャラリー
トレーニングモードで手に入れた食材の効用解説や、チャレンジモードで手に入れた「癒しの風景写真」の鑑賞が出来る。

### 脳力トレーナー ポータブル2
2006年5月25日発売。オリジナルキャラクター・雨宮優子（脳年齢チェックモード・トレーニングモード）と竹川千恵（チャレンジモード）がゲームのナビゲーションを担当する。
脳年齢チェックモード
「計算系」「反射系」「記憶系」「判断系」の4系統からランダムに出題される問題を解いき、総合成績を基に脳年齢を算出する。
トレーニングモード
前作とほぼ同じ。問題数は2倍だが、前作の問題もそのまま収録されている。
チャレンジモード
世界38か国を回って国ごとに用意されている問題を解くモード。成績により、ギャラリーで鑑賞可能な動物の写真が手に入る。
模擬試験モード
前作の実力テストモードに相当。連続正解数やタイムトライアルなど様々な条件のテストが新設されている。

## Beena版
2005年11月4日に、セガトイズよりBeena専用ソフトとして『家族みんなの脳力トレーナー』が発売されている。